# プルプルラビリンス
プルプルラビリンスは、『TVチャンピオン』の「新・手先が器用選手権」に登場したマシーン。
コースに張りめぐらされた銅線に触れないように、プルプルバー（もんじゃ焼きを食べるときに使うコテのような形）を進めゴールを目指す。
棒の平らな部分にサイコロを積み重ね、サイコロが倒れたり、プルプルバーが銅線に触れたらその場でアウト。

## 指先の迷宮 プルプルラビリンス
2003年1月30日放送分にて登場。
- ファーストステージ（制限時間60秒。挑戦回数は10回まで。）
  - スクエアバレー - コの字形のコーナー
  - ラウンドヒル - 半円形のカーブ
- ファイナルステージ（制限時間180秒）
  - マシンガンプレス - 3個のプレス
  - モンスタープレス - プレスが挑戦者の進行を妨げるためシェルターに避難しなければならない。
  - ビクトリーロード

## 指先の迷宮 プルプルラビリンスII
2003年11月27日放送分にて登場。棒にはサイコロ5個を乗せる。コースの幅は3mm。ファイナルステージは双方、規定回数100回をこなすも成功せず、サイコロを1個にして難易度を落とすも成功者なし。
- ファーストステージ
  - ザ・ビッグヒル - 半円形のカーブ
  - ツインデビルツイスター - 2つの回転する風車
- ファイナルステージ
  - トリプルクラッシャー - 3個のプレス
  - モンスターサイクロン - 風車。挑戦者の進行方向と同じ方向に回転するが、回転が速いため避難所が設けられている。
  - ビッグ・バン・クラッシャー - モンスタープレスの類似エリア。
  - トリプルクラッシャーリローデッド - 3個のプレス
  - ビクトリーロード

## 世界一周 プルプルモンスターマシーン
2005年7月28日放送分にて登場した世界旅行をテーマにしたマシーン。棒にはサイコロ3個と極小フィギュアを乗せる。コースの幅は5mm。ミスすると最初からやり直さなければならなかったため、クリアまで延べ100回、収録には30時間を要した。
- ファーストステージ
  - スーパーTOKYOタワー - 東京タワーをかたどったコース。
  - デビルパシフィックオーシャン - 棒は専用のものを使う。サイコロを乗せる代わりに棒の先端にエサを取り付け、魚の泳ぐ水槽内に棒を上から入れて進む。
- ファイナルステージ
  - スーパーキラウエアボルケーノ - 火山をかたどったコース。定期的に霧が出て視界を悪くしてしまう。
  - ワイキキビーチ - 水着姿の女性が挑戦者の邪魔をする。
  - サバンナビーストサイクロン - モンスターサイクロンの類似エリア。
  - モンスターナイアガラセブンフォール - 7個のプレス。途中から幅が4mm、3mmと狭くなっていく。